# Heinrich Wieting

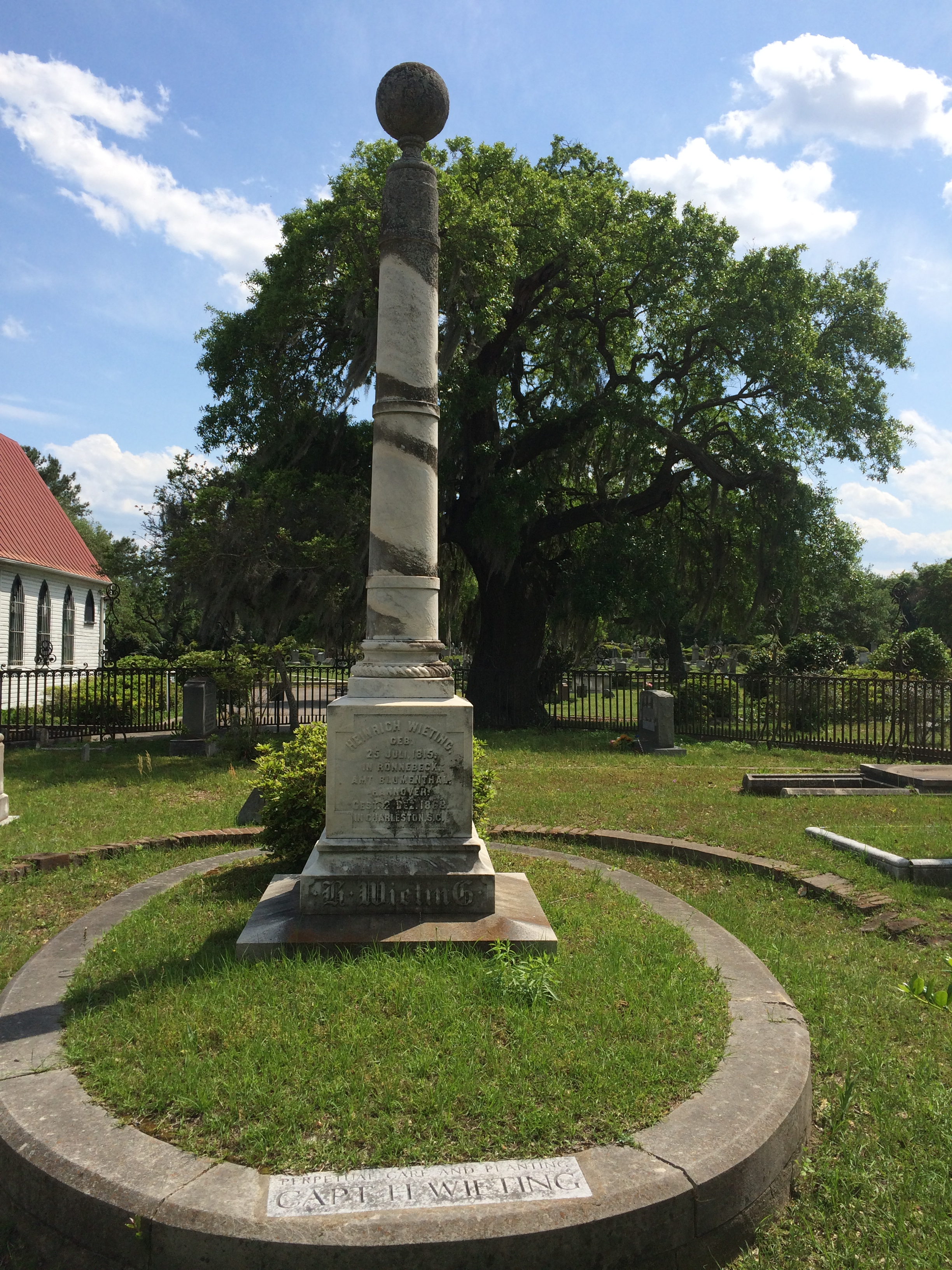
Grab von Heinrich Wieting, Bethany Cemetery - Charleston, SC

Heinrich Wieting (* 25. Juli 1815 in Rönnebeck; † 6. Dezember 1868 in Charleston) war ein deutscher Kapitän.

## Biografie
Er war eines von sieben Kindern des Kapitäns Cord Wieting (1772–1828) und dessen zweiter Frau Anna Ruyter (1784–1836). Im Jahr 1844 heiratete er Sophie Volger (1823–1847) und wurde Vater von vier Kindern.
Von 1834 bis 1835 besuchte er die Steuermannsschule. 1841 leistet er in Vegesack den Bremer Bürgereid.
Wieting hat während seines Berufslebens als Kapitän drei Schiffe geführt, welche für seinen Arbeitgeber, die Bremer Reederei N.Gloystein & Söhne, gebaut wurden. Ab 1839 kommandierte er die Bark Johann Friedrich, auf der er vor seiner Zeit als Kapitän bereits als Steuermann tätig war. Nachdem die Johann Friedrich 1850 vor der englischen Küste strandete, übernahm er von 1851 bis 1856 das Kommando der Bark Copernicus. Sein letztes Schiff war die Bark Gauß welche, wie die zwei Vorgänger ebenfalls, auf der Werft von Johann Lange gebaut wurde. Wieting war 25 Jahre als Kapitän in der Passagier- und Frachtschifffahrt zwischen Bremerhaven und Nordamerika tätig. Eine besondere Bedeutung hat er durch Überführung von deutschen Auswanderern nach Charleston (South Carolina) erlangt und wurde dort durch die deutsche Gemeinde besonders geehrt.
1851 wurde er in der Bremischen Einrichtung Haus Seefahrt als Mitglied aufgenommen und 1859 zum Schaffer gewählt.
Heinrich Wieting starb zum Ende einer Seereise nach Nordamerika an Typhus. Die deutsche Matthäus Gemeinde in Charleston errichtete Wieting auf dem Bethany Cemetery  in Charleston, SC ein Grabdenkmal.